# Burg Altkeller
Die Burg Altkeller (französisch Château d’Altenkeller) ist eine Ruine einer mittelalterlichen Wohnturmburg in Ottrott im Elsass (Département Bas-Rhin), die im 19. Jahrhundert unter Verwendung von Spolien zu einer parkschmückenden künstlichen Ruine ausgebaut wurde.
Die Ruine befindet sich in Park des Schlosses Foyer de Charité (auch Windeck genannt) östlich der Ortsmitte von Ottrott und ist frei zugänglich.

## Geschichte

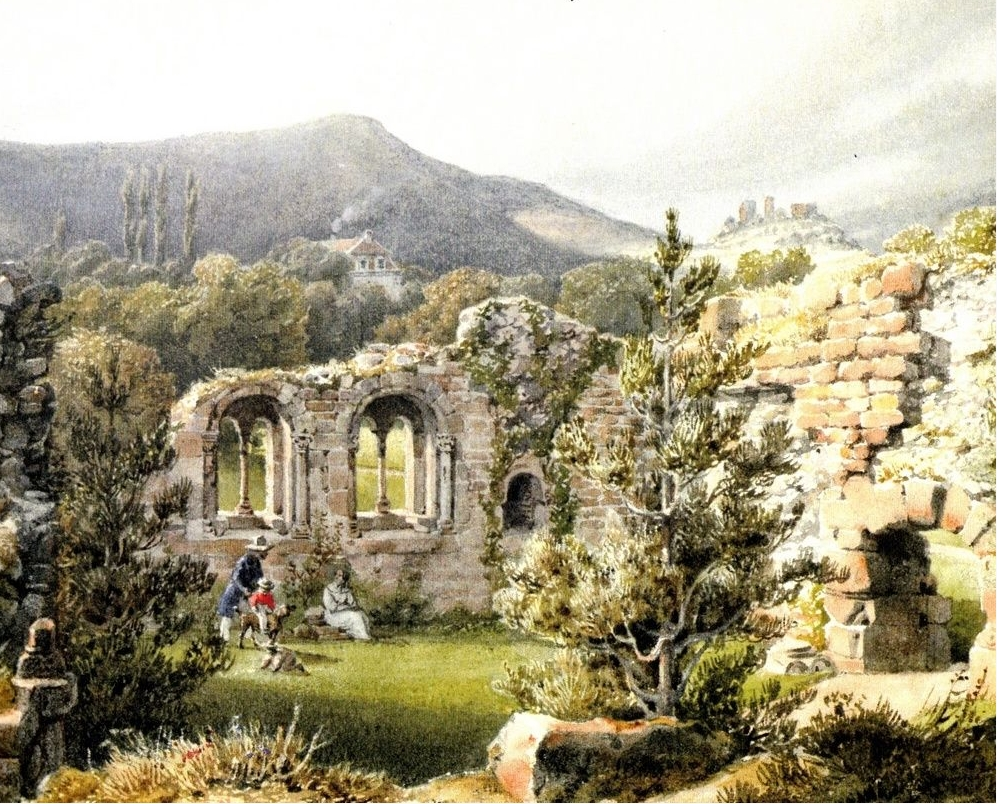
Altkeller 1843

Die auch Niederottrott genannte Burg entstand im letzten Viertel des 12. Jh. und befand sich im Besitz der Herren von Lützelburg und Rathsamhausen-Stein. Es bestand gewiss ein Zusammenhang mit der nur 50 Meter nördlich gelegenen Nikolauskapelle. 1227 übertrug Eberhard von Andlau das Patronatsrecht der Kapelle an die Abtei Niedermünster. 1258 schenkte Luipold von Ottrott dem Kloster Grundbesitz.
Als Armand Théodore de Dartein 1835 das Schloss Windeck übernahm, ließ er einen Park im englischen Stil anlegen und die Ruine des Turms durch zwei Doppelfenster vom Palas und weiteren Architekturfragmenten der Burg Girbaden sowie Elemente der Abtei Niedermünster wie Säulen und Friese zu einer romantischen Ruine ausbauen.

## Anlage
Die Burg besteht aus einem von einem Wassergraben umgebenen Wohnturm von 17 × 13,5 Metern der damit mit dem Wohnturm der nahe gelegenen Burg Rathsamhausen vergleichbar ist. Er war auf einem künstlich aufgeschüttetem Hügel (Motte) errichtet. Das Erscheinungsbild der Turmruine ist im Wesentlichen durch den Ausbau des 19. Jh. geprägt. Von der mittelalterlichen Burg stammen lediglich die Grundmauern des Turms. Das ursprüngliche Aussehen des Turms war mutmaßlich wesentlich schlichter. 
Die Fenster von Girbaden sind künstlerisch bedeutsame staufische Biforien mit Mittelsäule, die auf der Innenseite durch säulengetragene Archivolte geschmückt sind. Ähnliche Fenster gibt es außer an Sakralbauten an der Burg Wildenberg im Odenwald. Von Niedermünster stammt ein Bogenfries mit Lisenen und Säule.
Westlich des Wohnturms sind Wälle einer Vorburg auszumachen.

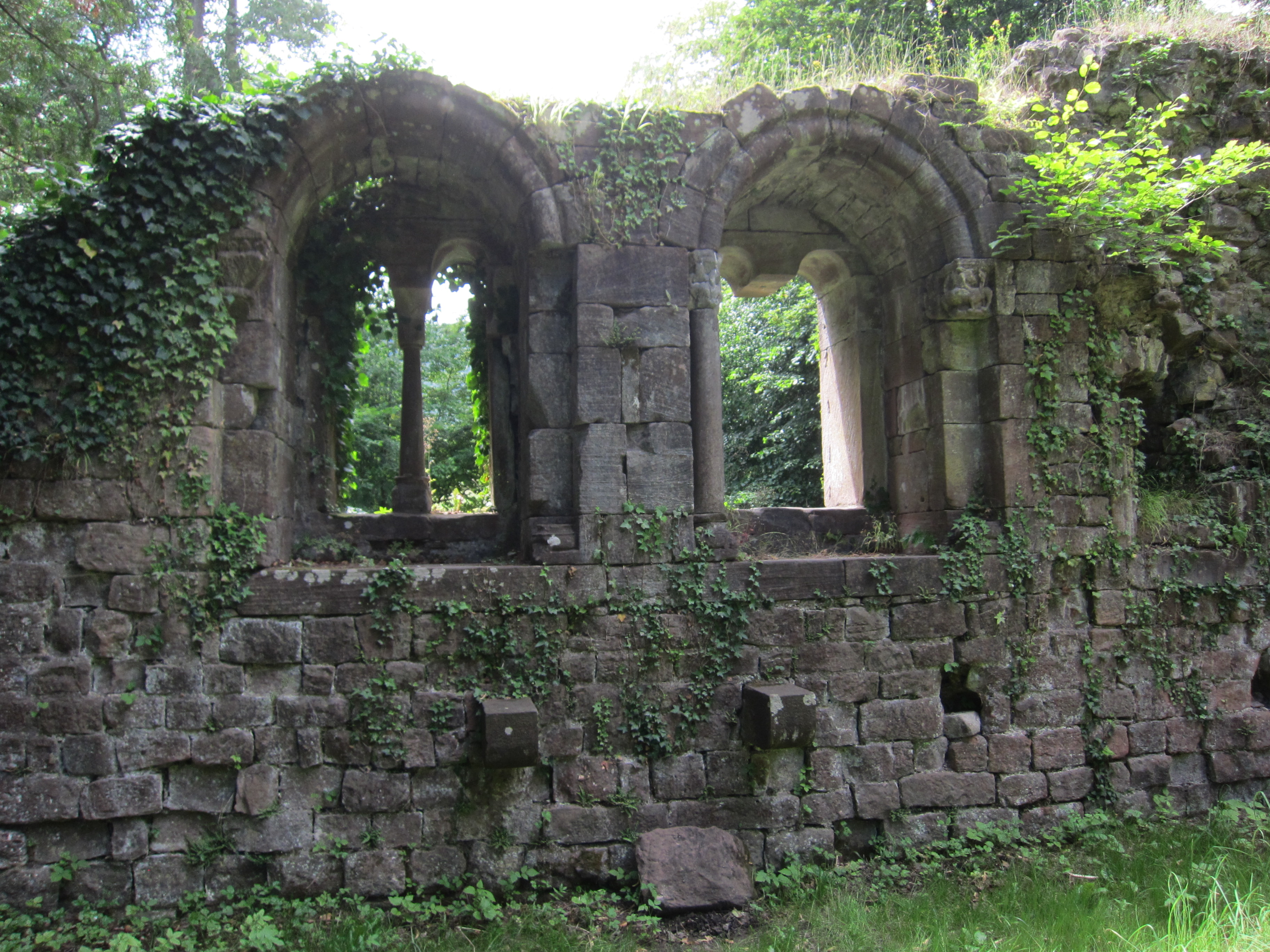
Fensster der Burg Girbaden (Innenseite)
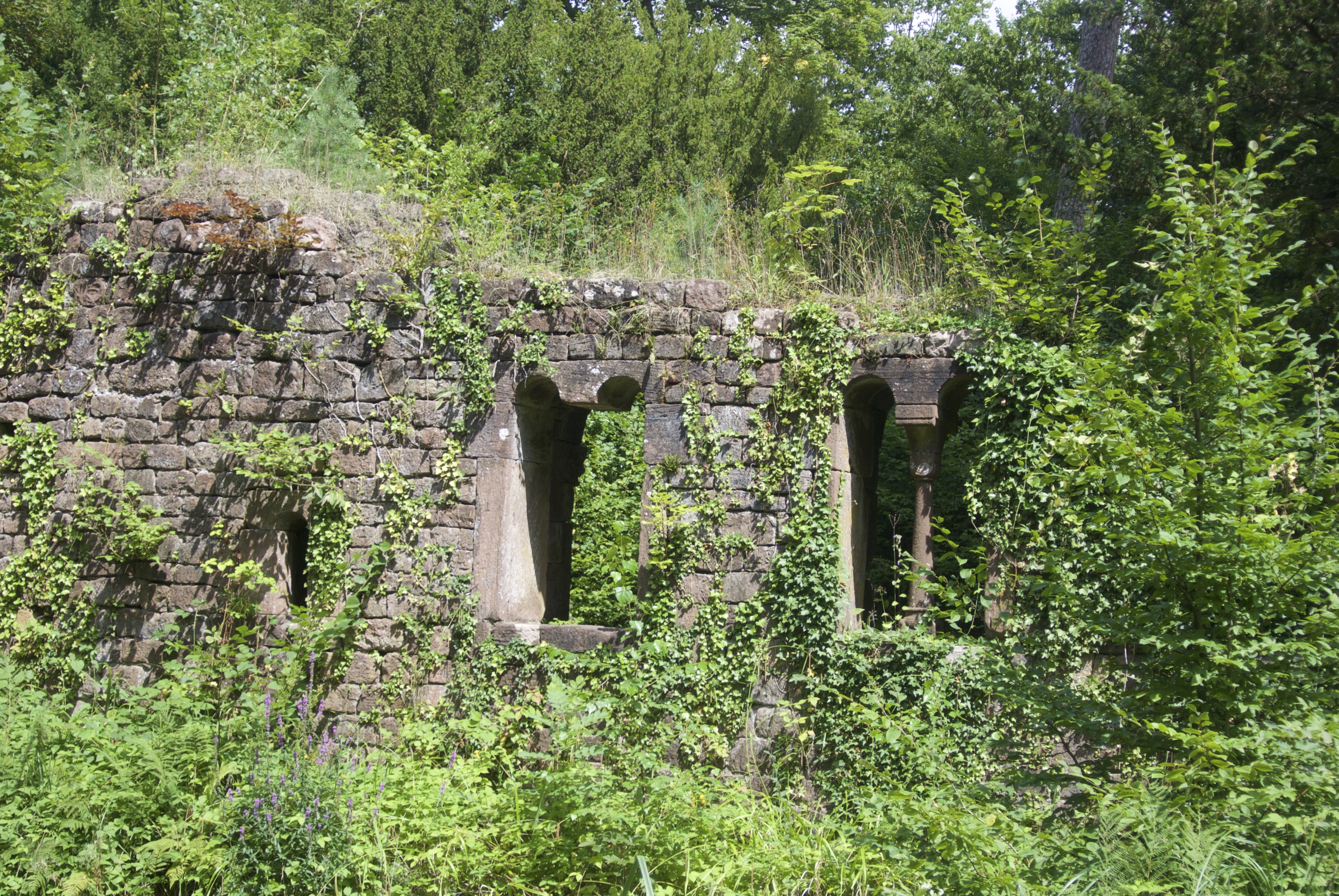
Außenseite der Fenster
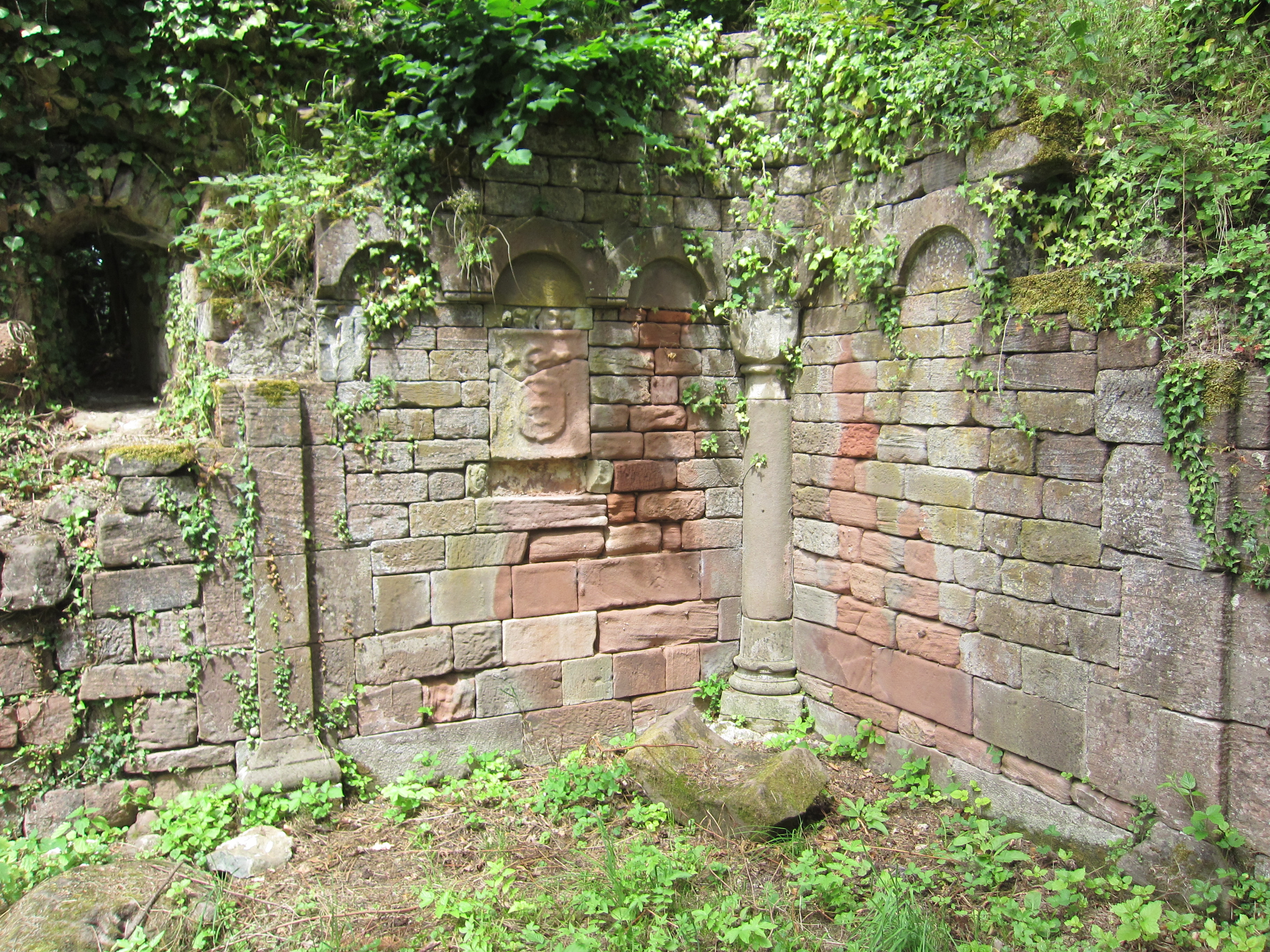
Architekturteile aus Niedermünster